# Звєзда (Слободо-Туринський район)
Звєзда́ (рос. Звезда) — селище у складі Слободо-Туринського району Свердловської області. Входить до складу Ніцинського сільського поселення.
Населення — 218 осіб (2010, 265 у 2002).
Національний склад населення станом на 2002 рік: росіяни — 97 %.